# Лице назаем
„Лице назаем“ (на английски: Face/Off) е американски научнофантастичен трилър от 1997 г. на режисьора Джон Ву, по сценарий на Майк Уърб и Майкъл Колеари, и участват Джон Траволта и Никълъс Кейдж.